# Православие в Латвии
Православие в Латвии — одна из трёх крупнейших религиозных конфессий, наряду с католицизмом и лютеранством. Численность православных составляет около 320 тысяч (около 16 % населения).
В современной Латвии православие главным образом исповедует русскоязычное население страны, хотя в стране много православных латышей.

## История
Русский философ-славянофил Ю. Ф. Самарин считал, что византийский обряд впервые пришёл на земли современной Латвии ещё в XI веке, со стороны псковских земель, и стал исторически первой формой христианского вероисповедания на землях Латвии и Прибалтики в целом.
К началу XIII века на востоке страны существовали удельные княжества, подчинённые Полоцку, при этом в Герцике, по свидетельству «Хроники Ливонии», имелись «церкви» (количество не уточняется) с иконами и колоколами. Однако к 1215 году эти вассальные княжества и их храмы прекратили существование.
Начиная с конца XII века, под влиянием крестоносцев (орден меченосцев), большинство латышей на западе и севере страны приняло католичество, затем перешло в лютеранство. На востоке страны (Латгалия), вошедшем в состав Речи Посполитой, распространилось католичество. Его исповедуют в основном латгальцы и латвийские поляки.
Во второй половине XVII века православные храмы появляются в Якобштадте (ныне Екабпилс). Вскоре здесь был основан православный Свято-Духовский монастырь, возобновлённый в 1996 году.
Широкое распространение православия в латвийских землях началось после присоединения Лифляндии к России в 1721 году.
В 1836 году было учреждено Рижское викариатство Псковской епархии, которое с 1850 года было выделено в самостоятельную Рижскую епархию. В этот период отмечался и массовый переход латышей в православие. Инициировал его разочаровавшийся гернгутерский проповедник Давид Баллод, который в марте 1845 года вместе с 11 другими единоверцами (крестьянами и отставными солдатами) обратился к епископу Филарету I с прошением о присоединении к православию и об открытии богослужения на латышском языке. Это прошение, переданное на высочайшее имя, возымело политические последствия: император Николай I отозвал губернатора Палена и на его место назначил бывшего главу отдельного Кавказского корпуса генерала Головина. Прошение гернгутеров было удовлетворено, все они были присоединены к православию, а Давид Баллод рукоположён сначала в дьяконы Рижской Покровской церкви, а с 10 февраля 1846 года назначен настоятелем Ляудонской Иоанно-Предтеченской церкви.
В неурожайный, голодный 1841 год, 9 июня, группа крестьян обратилась за помощью к епископу Иринарху, первому рижскому викарию Псковской епархии. Последний дал им милостыню и посочувствовал, выразив милосердие. Сочувствие епископа Иринарха к бедам латышского населения привело к тому, что уже в июле со всей Лифляндии крестьяне подали епископу Иринарху около 30 прошений о защите и переводе в православие от нескольких тысяч крестьян. Подобные действия вызвали недовольство в среде помещиков-немцев и лютеранских пасторов. Генерал-губернатор Матвей Пален при поддержке шефа жандармов лифляндского немца Бенкендорфа добивается от императора Николая I 12 октября 1841 года удаления епископа Иринарха под негласный арест в Псково-Печерский монастырь якобы «для предотвращения крестьянских волнений».
По данным на 1850 год, православие исповедовала примерно восьмая часть латышей и эстонцев Прибалтики. Помимо этого, ещё с конца XVII века на востоке страны и в Риге появились и старообрядческие общины русских переселенцев.
В современной Латвии, с 1991 года независимом государстве, православие представлено Латвийской православной церковью, входящей в юрисдикцию Московского патриархата, и несколькими десятками старообрядческих общин, преимущественно принадлежащими к поморскому согласию. Крупнейшей старообрядческой общиной в Латвии является Рижская Гребенщиковская община.
В октябре 2019 года органами государственной власти была зарегистрирована Латвийская православная автономная церковь (латыш. Latvijas Pareizticīgā Autonomā Baznīca Konstantinopoles Patriarhāta jurisdikcijā), которая рассматривает себя как преемницу Латвийской православной церкви, бывшей на момент аннексии страны Советским Союзом в 1940 году в юрисдикции Константинопольского патриархата.